# Іковське (Білозерський район)
І́ковське (рос. Иковское) — присілок у складі Білозерського району Курганської області, Росія. Входить до складу Ричковської сільської ради.
Населення — 51 особа (2010, 54 у 2002).